# Escuela Preparatoria Birmingham Charter
La Escuela Preparatoria Birmingham Charter (Birmingham Charter High School) es una escuela preparatoria (high school) charter en Lake Balboa (EN), Los Ángeles, California en la Valle de San Fernando. La escuela es una escuela chárter del Distrito Escolar Unificado de Los Ángeles (LAUSD por sus siglas en inglés).
La escuela sirve a Lake Balboa, y partes de Van Nuys, Encino, Tarzana y Reseda. La plantel de Birmingham es la plantel de una escuela preparatoria más grande al oeste del Río Misisipi, y la plantel de una escuela preparatoria más grande en el LAUSD.

## Historia
Se abrió en 1953.
En 2009 el consejo de LAUSD aprobó la conversión de la Preparatoria Birmingham en una escuela chárter.

## Deportes
La mascota de los deportes es que los Patriots. Antes de 1998, la mascota fue a los Bravos, pero el distrito escolar se requiere un cambio de la mascota.
Los pueblos nativos de la Valle de San Fernando hicieron campaña para la eliminación de la mascota "los Bravos". El consejo escolar de LAUSD votó para eliminar todas las mascotas de los indígenas de todas las escuelas.

## Exalumnos
- Sally Field (actriz)[4]
- Michael Milken[4]
- Michael Ovitz[4]
- Daniel Pearl[4]
- Bobby Sherman